# 第23F海軍航空隊
第23F海軍航空隊（だい23Fかいぐんこうくうたい、仏: Flottille 23F）は、フランス海軍海軍航空隊哨戒・海洋監視航空群隷下の哨戒機部隊。第二次世界大戦中の1940年12月1日にフランス領西アフリカのダカールで編成された第2F爆撃航空隊を起源とし、1953年6月20日にポート＝リョーテ海軍航空基地で編成された。ラン＝ビウエ海軍航空基地に所在し、哨戒機にアトランティック2を運用する。

## 歴史
第23F海軍航空隊は、第二次世界大戦中の1940年12月1日にマーチン 167飛行隊としてフランス領西アフリカのダカールのダカール＝オウカム第160空軍基地で編成された第2F爆撃航空隊の伝統を継承し、1953年6月20日にアブロランカスター飛行隊としてポート＝リョーテ海軍航空基地で編成された。1956年からフランス領アルジェリア及びフランス領モロッコ沿岸の海洋監視任務に従事し、1955年からロッキードP2V-6に機種転換した。
1961年1月にはラン＝ビウエ海軍航空基地に移駐し、1972年にブレゲーアトランティックに機種転換、1991年からは性能向上型のアトランティック2の配備が開始された。
2000年にアトランティックでの総飛行時間30,000時間突破を記録した。

## 配備基地の変遷
- ポート＝リョーテ海軍航空基地（フランス語版）（フランス領モロッコ）（1950年6月 - 1960年12月）
- ハオ第185空軍基地（フランス語版）（フランス領ポリネシア）（1971年4月 - 1971年12月）
- ラン＝ビウエ海軍航空基地（ブルターニュ地域圏モルビアン県）（1961年1月 - ）

## 歴代運用機

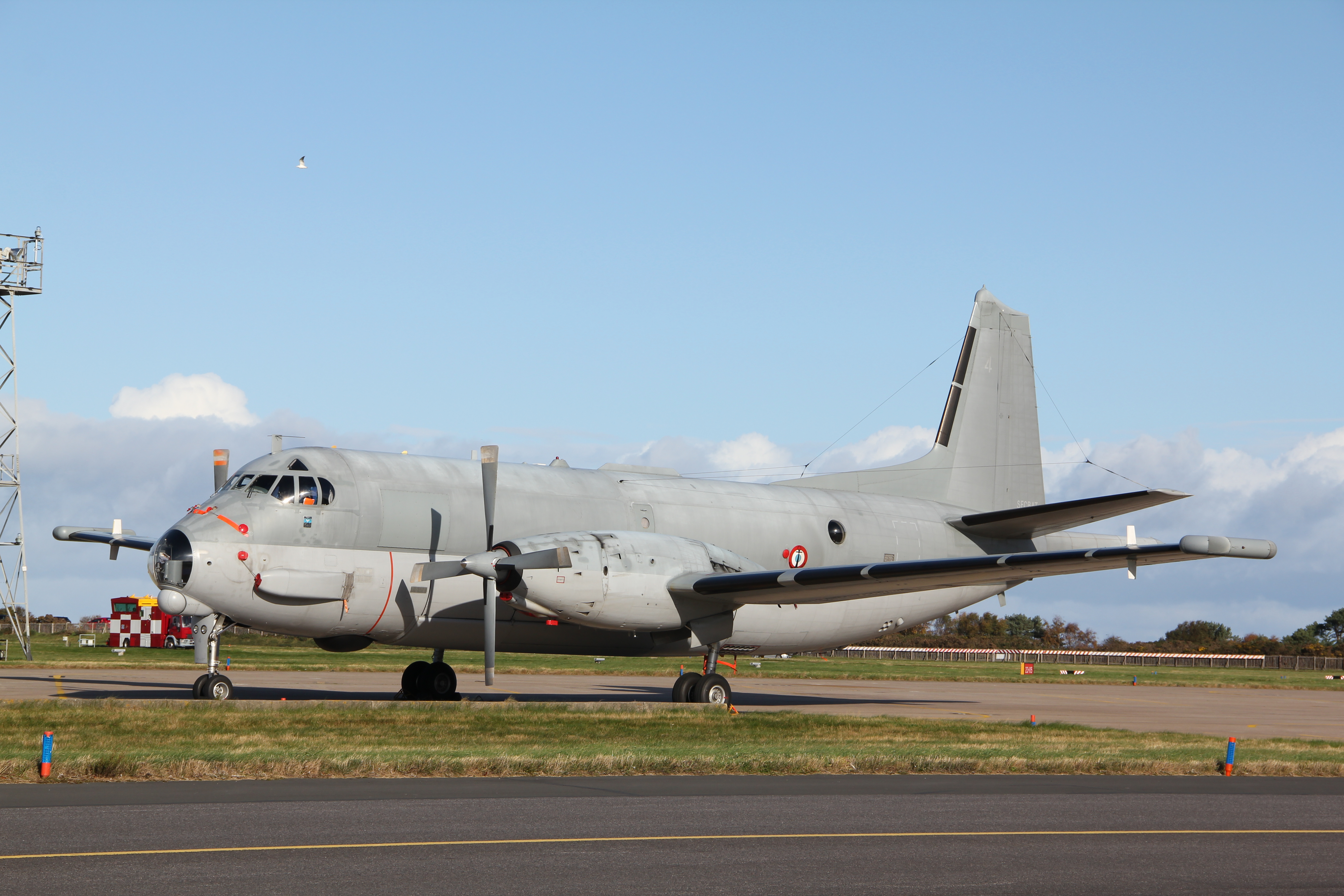
第23F海軍航空隊が運用するアトランティック2

- ランカスター（1953年6月 - 1955年3月）
- P2V-6（1955年3月 - 1960年12月）
- P2V-7（1959年7月 - 1971年12月）
- アトランティック（1972年4月 - 1991年2月）
- アトランティック2（1991年1月 - ）